# 펜탁스 MZ-D
펜탁스 MZ-D는 펜탁스가 제작, 발표한 DSLR 카메라이다. 개발 당시의 코드는 MR-52였다. 당시 35mm 필름과 동일한 크기로 제작되었으나, 시장성이 없다는 이유로 발매되지 못하였다. 이후, 펜탁스는 이 바디를 기반으로 MZ-S라는 필름 카메라를 출시한다.